# Аскарик
Аскарик (Ascaric, Ascarich, на латински: Ascaricus, умр. 306 г.) е първият известен ранен франкски крал (rex), от края на 3 – началото на 4 век.

## Управление
Аскарик управлява с вожда Мерогез.
В началото на 300 г. франките нападат Римската империя. През 306 г. Аскарик и Мерогез ръководят франките от Рейн в Южна Галия, когато Констанций Хлор е на кампания против пиктите в Британия. Неговият син Константин I ги побеждава и хвърля на дивите зверове в амфитеатъра на Трир.